# Британские Виргинские Острова на летних Олимпийских играх 1992
Британские Виргинские острова принимали участие в Летних Олимпийских играх 1992 года в Барселоне (Испания) в третий раз за свою историю, но не завоевали ни одной медали.

## Результаты соревнований

### Лёгкая атлетика
Мужчины
| Спортсмен     | Дисциплина      | Квалификация | Квалификация | Финал                | Финал                |
| Спортсмен     | Дисциплина      | Результат    | Место        | Результат            | Место                |
| ------------- | --------------- | ------------ | ------------ | -------------------- | -------------------- |
| Карл Скатлифф | Прыжки в высоту | 2.10         | 39           | Завершил выступление | Завершил выступление |

### Парусный спорт
Робин Таттерсолл был старейшим участником соревнований по парусному спорту на Олимпиаде.
| Спортсмены                               | Класс яхт | Регата | Регата | Регата | Регата | Регата | Регата | Очки | Место |
| Спортсмены                               | Класс яхт | 1      | 2      | 3      | 4      | 5      | 6      | Очки | Место |
| ---------------------------------------- | --------- | ------ | ------ | ------ | ------ | ------ | ------ | ---- | ----- |
| Робин Таттерсолл Роберт Хёрст Джон Ширли | Солинг    | 19     | 20     | 19     | 21     | 5      | 4      | 94.0 | 17    |